# Santissima Incarnazione del Verbo Divino
Santissima Incarnazione del Verbo Divino, även benämnd Santa Maria Maddalena de' Pazzi, var en kyrkobyggnad i Rom, helgad åt Det gudomliga ordets inkarnation. Kyrkan var belägen i Rione Monti (numera i Rione Castro Pretorio), vid Strada Pia, dagens Via Venti Settembre. Kyrkan tillhörde ett kloster för skodda karmelitnunnor, kallade Barberine.

## Kyrkans historia
Klostret Santissima Incarnazione del Verbo Divino lät uppföras av påve Urban VIII genom ett beslut den 1 augusti 1639. De första nunnorna som flyttade in i klostret var påvens svägerska, änkan Costanza Magalotti (1575–1644), och dennas två döttrar, Camilla Barberini (1598–1666) och Clarice Barberini (1606–1665). Den tidigare kyrkan på denna plats, Santa Maria Annunziata, hade tillhört servitbröder.
Kyrkan ritades av arkitekten Paolo Pichetti på uppdrag av kardinal Francesco Barberini, som konsekrerade den 1670. Enligt Filippo Titi uppfördes fasaden efter ritningar av Bernini. Kyrkans grundplan hade formen av ett latinskt kors. Det fanns ett högaltare och två sidoaltaren. Högaltarmålningen av Giacinto Brandi framställde Bebådelsen. Till höger om denna fanns målningen Den heliga Maria Maddalena dei Pazzis mystiska bröllop och till vänster ytterligare en målning föreställande detta helgon. Höger sidokapell var invigt åt Maria Maddalena dei Pazzi och det vänstra åt Vår Fru av Karmel.
Klostret exproprierades av den italienska staten 1871 och revs för att ge plats åt Krigsministeriet (Ministero della Guerra), senare benämnt Försvarsministeriet (Ministero della Difesa). Under 1870-talet revs även de närbelägna kyrkorna Santa Teresa alle Quattro Fontane och San Caio. I ministeriets lokaler kan man beskåda en från den rivna kyrkan bevarad anonym muralmålning från 1700-talet, föreställande Jungfrun och Barnet med åtta karmelitsystrar.

## Bilder

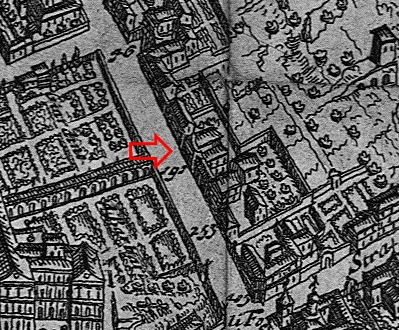
Santissima Incarnazione del Verbo Divino (vid den röda pilen) på Giovanni Battista Faldas Rom-karta från 1667.
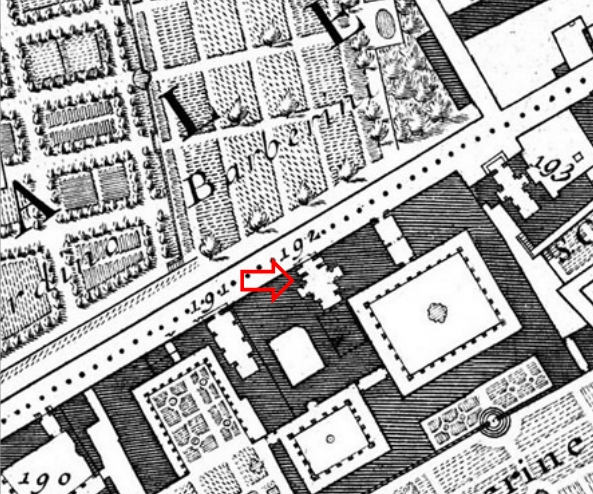
Santissima Incarnazione del Verbo Divino (nummer 192 vid den röda pilen) på Giovanni Battista Nollis Rom-karta från 1748. Nummer 191 anger Santa Teresa alle Quattro Fontane och nummer 193 San Caio.